# 957 TCN
957 TCN là một năm trong lịch La Mã.